# Annalisa Marí Pegrum
Annalisa Marí Pegrum (Palma de Mallorca, 1983) es una poeta y traductora española.

## Trayectoria
Estudió Filología Hispánica en la Universidad de las Islas Baleares y en la Universidad de Barcelona, a la vez que Traducción e Interpretación en la Universidad Autónoma de Barcelona. En 2010 fundó junto a la poeta Irene del Valle de la Sen el proyecto cultural Poetry Slam Mallorca basado en el slam poetry, un movimiento que organiza torneos de poetas con la interacción del público.
Después de quedar finalista de la final nacional de slam celebrada en Barcelona durante el Festival de Literatura Kosmópolis en 2011, Pegrum ha coorganizado diversos eventos poéticos como el FLoM! en 2012 y 2013, o el I y II Poetry Slam Internacional de Palma. Ha sido invitada a multitud de festivales, tanto como slammer y poeta en escena, como organizadora.  
Su obra poética ha aparecido en numerosos fanzines, revistas y antologías dedicadas a la poesía como El ultimo jueves: 15 años poesia on the road y Amb accent a la neutra (en catalán). Y ha traducido obras para varias editoriales y revistas del sector, como Quimera. En 2012, tradujo textos de la poeta Dorothea Lasky para la antología de jóvenes poetas norteamericanos New Wave Vomit publicada en El Gaviero Ediciones.
En 2015, Pegrum seleccionó, prologó y tradujo la antología Beat Attitude, dedicada a las poetas más importantes de la generación beat, constituyéndose en la primera antología de poesía escrita exclusivamente por las poetas femeninas de este movimiento literario estadounidense. En la obra se incluyen poemas de Elise Cowen, Joanne Kyger, Lenore Kandel, Diane di Prima, Denise Levertov, ruth weiss, Janine Pommy Vega, Hettie Jones, Anne Waldman y Mary Norbert Körte. El éxito de esta antología hizo que Pegrum y el también poeta Sébastien Gavignet propusieran una traducción al francés del mismo, que acabó publicándose en Éditions Bruno Doucey. En 2019 se publicó en Varasek Ediciones su traducción de Diarios de Japón y la India 1960-1964, de la poeta y escritora norteamericana Joanne Kyger, y en 2021 se publicó en Torremozas la antología Quita tu cuello degollado de mi cuchillo, una antología bilingüe que abarca más de cincuenta años de producción literaria de la poeta Diane di Prima y que incluye por primera vez en castellano  «Estufa de latón que se apaga», una serie de poemas escritos tras au aborto en 1960.  
Desde 2015 realiza todo tipo de eventos para dar a conocer a las autoras de la generación beat. Junto con los poetas Sébastien Gavignet e Irene del Valle de la Sen participó de una residencia creativa en el Museu Es Baluard que le permitió exponer su trabajo sobre las autoras beat en L'Observatori d'Es Baluard y crear un espectáculo multilingüe basado en la vida y obra de Joanne Kyger, Elise Cowen y otras autoras beat. En 2018 participó como ponente en el II Festival de Cultura Feminista de La Tribu para hablar de las autoras de la generación beat. 
Desde 2014 hasta 2017 vivió en Francia, donde trabajó como profesora e impartió talleres de poesía y poetry slam a personas de todas las edades y en todo tipo de centros, incluyendo menores en prisión. Hoy en día reside en Mallorca.

## Obra

### Poesía
- 2011 – El ultimo jueves: 15 años poesia on the road. Antología. Calima Ediciones. ISBN 978-8496458604.
- 2014 – Amb accent a la neutra. Antología. Lleonard Muntaner Editor. ISBN 978-8416116294.

### Traducciones
- 2012 – New Wave Vomit. VVAA. El Gaviero Ediciones.
- 2015 – Beat attitude: antología de mujeres poetas de la generación beat. VVAA. Bartleby Editores. ISBN 978-8492799824.
- 2018 – Beat Attitude. Femmes poètes de le Beat Generation. VVAA. Cotraducido con Sébastien Gavignet. Éditions Bruno Doucey. ISBN 978-2362292859.
- 2019 – Diarios de Japón y la India 1960-1964. Joanne Kyger. Varasek Ediciones. ISBN 978-84-949460-1-1.
- 2021 – Quita tu cuello degollado de mi cuello. Diane di Prima. Torremozas. ISBN 9788478398553.
- 2023 – Cartas Revolucionarias. Diane di Prima. Ediciones Visor.  ISBN 9788498954968.